# Vulgichneumon inconspicuus
Vulgichneumon inconspicuus är en stekelart som först beskrevs av Heinrich 1938.  Vulgichneumon inconspicuus ingår i släktet Vulgichneumon och familjen brokparasitsteklar. Inga underarter finns listade i Catalogue of Life.